# Élections législatives de 2012 en Illinois
En 2012, les élections à la Chambre des représentants des États-Unis auront lieu le 6 novembre. 435 sièges devaient être renouvelés. Le mandat des représentants étant de deux ans, ceux qui ont été élus à l'occasion de cette élection siègeront dans le 113e Congrès du 3 janvier 2013 au 3 janvier 2015. Dans l'Illinois dix-huit parlementaires doivent être élus.

## Prédictions et sondages
| Sièges acquis aux démocrates (7 sièges) | Siège favorable aux démocrates (1 siège) | Sièges indécis (5 sièges) | Siège favorable aux républicains (0 siège) | Sièges acquis aux républicains (5 sièges)                                                                          |
| --- | ---------------------------------------- | --- | ------------------------------------------ | --- |
| |                                          | |                                            | |
| - Bobby Rush* (1re) - Jesse Jackson* (2e) - Dan Lipinski* (3e) - Luis Gutiérrez* (4e) - Michael Quigley* (5e) - Danny Davis* (7e) - Jan Schakowsky* (9e) | - Tammy Duckworth (8e)                   | - Bob Dold* / Brad Schneider (10e) - Judy Biggert** / Bill Foster (11e) - Bill Enyart / Jason Plummer (12e) - Rodney Davis / David Gill (13e) - Bobby Schilling* / Cheri Bustos (17e) |                                            | - Peter Roskam* (6e) - Randy Hultgren* (14e) - John Shimkus** (15e) - Adam Kinzinger** (16e) - Aaron Schock* (18e) |

- en gras siège qui bascule d'un camp à l'autre
- * Représentant sortant candidat dans le même district
- ** Représentant sortant candidat dans un district différent

Fourchette de sièges :
- Démocrates : de 8 à 13 sièges contre 8 actuellement.
- Républicains : de 5 à 10 sièges contre 11 actuellement.

Si on tient compte du dernier sondage de l'institut We Ask America, les démocrates obtiendraient 10 sièges et les républicains 8.

## Élus
| District | Représentant sortant |  | Parti | Représentant élu ou réélu |                | Parti          |
| -------- | -------------------- |  | ----- | ------------------------- | -------------- | -------------- |
| 1re      | Bobby Rush           |  | DEM   | Bobby Rush                |                | DEM            |
| 2e       | Jesse Jackson        |  | DEM   | Jesse Jackson             |                | DEM            |
| 3e       | Dan Lipinski         |  | DEM   | Dan Lipinski              |                | DEM            |
| 4e       | Luis Gutiérrez       |  | DEM   | Luis Gutiérrez            |                | DEM            |
| 5e       | Michael Quigley      |  | DEM   | Michael Quigley           |                | DEM            |
| 6e       | Peter Roskam         |  | REP   | Peter Roskam              |                | REP            |
| 7e       | Danny Davis          |  | DEM   | Danny Davis               |                | DEM            |
| 8e       | Joe Walsh            |  | REP   | Tammy Duckworth           |                | DEM            |
| 9e       | Jan Schakowsky       |  | DEM   | Jan Schakowsky            |                | DEM            |
| 10e      | Bob Dold             |  | REP   | Brad Schneider            |                | DEM            |
| 11e      | Adam Kinzinger       |  | REP   | Bill Foster               |                | DEM            |
| 12e      | Jerry Costello       |  | DEM   | Bill Enyart               |                | DEM            |
| 13e      | Judy Biggert         |  | REP   | Rodney Davis              |                | REP            |
| 14e      | Randy Hultgren       |  | REP   | Randy Hultgren            |                | REP            |
| 15e      | Tim Johnson          |  | REP   | John Shimkus              |                | REP            |
| 16e      | Donald Manzullo      |  | REP   | Adam Kinzinger            |                | REP            |
| 17e      | Bobby Schilling      |  | REP   | Cheri Bustos              |                | DEM            |
| 18e      | Aaron Schock         |  | REP   | Aaron Schock              |                | REP            |
| 19e      | John Shimkus         |  | REP   | Siège supprimé            | Siège supprimé | Siège supprimé |

## Redécoupage électoral
À la suite du recensement de 2010, l'Illinois perdra un siège à la chambre des représentants des États-Unis. Le redecoupage est effectué par le sénat et la chambre des représentants de l'Illinois (tous deux à majorité démocrate) sous l'autorité du gouverneur Pat Quinn, lui aussi démocrate. Le 24 juin 2011, Pat Quinn signe le projet de redecoupage. La nouvelle carte électorale sera favorable aux démocrates, ils pourraient gagner jusqu'à 5 sièges (soit 13 des 18 sièges en jeu).

## Résultats

### Analyse
La percée des démocrates dans l'Illinois est due en partie à un redécoupage électorale favorable.
Dans un contexte national plutôt favorable, les démocrates dans l'Illinois prennent 4 sièges aux républicains. Ainsi dans le 113e Congrès, l'Illinois est représenté par douze démocrates et six républicains. Parmi les 18 représentants de l'Illinois, 12 ont été réélus, 4 ont été battus et 6 nouveaux élus ont fait leurs entrées :
- La démocrate Tammy Duckworth qui a battu le représentant républicain Joe Walsh.
- Le démocrate Brad Schneider qui a défait le représentant républicain Bob Dold.
- L'ancien représentant démocrate Bill Foster qui a battu la représentante sortante Judy Biggert.
- Le démocrate Bill Enyart succède à un autre démocrate, le représentant Jerry Costello.
- Le républicain Rodney Davis succède à un autre républicain, le représentant Tim Johnson.
- La démocrate Cheri Bustos qui a battu le représentant républicain Bobby Schilling.

### Résultats à l'échelle de l’État
| Partis | Partis            | Voix      | %     | Évolution | Sièges | Évolution | %     |
| ------ | ----------------- | --------- | ----- | --------- | ------ | --------- | ----- |
|        | Parti démocrate   | 2 687 334 | 54.23 | 3.18      | 12     | 4         | 66.67 |
|        | Parti républicain | 2 177 834 | 43.95 | 2.12      | 6      | 5         | 33.33 |

### Résultats par district

#### Premier district
| Partis | Partis            | Candidats       | Voix    | %     |
| ------ | ----------------- | --------------- | ------- | ----- |
|        | Parti démocrate   | Bobby Rush *    | 231 956 | 74.17 |
|        | Parti républicain | Donald Peloquin | 80 789  | 25.83 |

#### Deuxième district
| Partis | Partis                       | Candidats        | Voix    | %     |
| ------ | ---------------------------- | ---------------- | ------- | ----- |
|        | Parti démocrate              | Jesse Jackson *  | 183 191 | 63.18 |
|        | Parti républicain            | Brian Woodworth  | 67 524  | 23.29 |
|        | Indépendant                  | Marcus Lewis     | 39 059  | 13.47 |
|        | Tiers partis et indépendants | Autres candidats | 199     | 0.07  |

##### Primaire démocrate du Deuxième district
| Candidats        | Voix   | %     |
| ---------------- | ------ | ----- |
| Jesse Jackson    | 56 109 | 71.22 |
| Debbie Halvorson | 22 672 | 28.78 |

#### Troisième district
| Partis | Partis            | Candidats         | Voix    | %     |
| ------ | ----------------- | ----------------- | ------- | ----- |
|        | Parti démocrate   | Dan Lipinski *    | 164 744 | 68.55 |
|        | Parti républicain | Richard Grabowski | 75 578  | 31.45 |

#### Quatrième district
| Partis | Partis            | Candidats         | Voix    | %     |
| ------ | ----------------- | ----------------- | ------- | ----- |
|        | Parti démocrate   | Luis Gutiérrez *  | 133 226 | 83.00 |
|        | Parti républicain | Hector Concepcion | 27 279  | 17.00 |

#### Cinquième district
| Partis | Partis            | Candidats         | Voix    | %     |
| ------ | ----------------- | ----------------- | ------- | ----- |
|        | Parti démocrate   | Michael Quigley * | 177 729 | 65.73 |
|        | Parti républicain | Daniel Schmitt    | 77 289  | 28.59 |
|        | Parti vert        | Nancy Wade        | 15 359  | 5.68  |

#### Sixième district
| Partis | Partis            | Candidats       | Voix    | %     |
| ------ | ----------------- | --------------- | ------- | ----- |
|        | Parti républicain | Peter Roskam *  | 193 138 | 59.22 |
|        | Parti démocrate   | Leslie Coolidge | 132 991 | 40.78 |

#### Septième district
| Partis | Partis            | Candidats     | Voix    | %     |
| ------ | ----------------- | ------------- | ------- | ----- |
|        | Parti démocrate   | Danny Davis * | 242 439 | 84.64 |
|        | Parti républicain | Rita Zak      | 31 466  | 10.99 |
|        | Indépendant       | John Monaghan | 12 523  | 4.37  |

#### Huitième district
| Partis | Partis            | Candidats       | Voix    | %     |
| ------ | ----------------- | --------------- | ------- | ----- |
|        | Parti démocrate   | Tammy Duckworth | 123 206 | 54.74 |
|        | Parti républicain | Joe Walsh *     | 101 860 | 45.26 |

#### Neuvième district
| Partis | Partis            | Candidats        | Voix    | %     |
| ------ | ----------------- | ---------------- | ------- | ----- |
|        | Parti démocrate   | Jan Schakowsky * | 194 869 | 66.33 |
|        | Parti républicain | Tim Wolfe        | 98 924  | 33.67 |

#### Dixième district
| Partis | Partis            | Candidats      | Voix    | %     |
| ------ | ----------------- | -------------- | ------- | ----- |
|        | Parti démocrate   | Brad Schneider | 133 890 | 50.63 |
|        | Parti républicain | Bob Dold *     | 130 564 | 49.37 |

#### Onzième district
| Partis | Partis            | Candidats    | Voix    | %     |
| ------ | ----------------- | ------------ | ------- | ----- |
|        | Parti démocrate   | Bill Foster  | 148 928 | 58.57 |
|        | Parti républicain | Judy Biggert | 105 348 | 41.43 |

#### Douzième district
| Partis | Partis            | Candidats      | Voix    | %     |
| ------ | ----------------- | -------------- | ------- | ----- |
|        | Parti démocrate   | Bill Enyart    | 157 000 | 51.65 |
|        | Parti républicain | Jason Plummer  | 129 902 | 42.74 |
|        | Parti vert        | Paula Bradshaw | 17 045  | 5.61  |

#### Treizième district
| Partis | Partis            | Candidats    | Voix    | %     |
| ------ | ----------------- | ------------ | ------- | ----- |
|        | Parti républicain | Rodney Davis | 137 034 | 46.55 |
|        | Parti démocrate   | David Gill   | 136 032 | 46.21 |
|        | Indépendant       | John Hartman | 21 319  | 7.24  |

#### Quatorzième district
| Partis | Partis            | Candidats        | Voix    | %     |
| ------ | ----------------- | ---------------- | ------- | ----- |
|        | Parti républicain | Randy Hultgren * | 177 603 | 58.82 |
|        | Parti démocrate   | Dennis Anderson  | 124 351 | 41.18 |

#### Quinzième district
| Partis | Partis            | Candidats      | Voix    | %     |
| ------ | ----------------- | -------------- | ------- | ----- |
|        | Parti républicain | John Shimkus   | 205 775 | 68.61 |
|        | Parti démocrate   | Angela Michael | 94 162  | 31.39 |

#### Seizième district
| Partis | Partis            | Candidats      | Voix    | %     |
| ------ | ----------------- | -------------- | ------- | ----- |
|        | Parti républicain | Adam Kinzinger | 181 789 | 61.81 |
|        | Parti démocrate   | Wanda Rohl     | 112 301 | 38.19 |

##### Primaire républicaine du Seizième district
| Candidats       | Voix   | %     |
| --------------- | ------ | ----- |
| Adam Kinzinger  | 45 546 | 53.94 |
| Donald Manzullo | 38 889 | 46.06 |

#### Dix-septième district
| Partis | Partis            | Candidats         | Voix    | %     |
| ------ | ----------------- | ----------------- | ------- | ----- |
|        | Parti démocrate   | Cheri Bustos      | 153 519 | 53.28 |
|        | Parti républicain | Bobby Schilling * | 134 623 | 46.72 |

#### Dix-huitième district
| Partis | Partis            | Candidats        | Voix    | %     |
| ------ | ----------------- | ---------------- | ------- | ----- |
|        | Parti républicain | Aaron Schock *   | 244 467 | 74.16 |
|        | Parti démocrate   | Steve Waterworth | 85 164  | 25.84 |